# Ladji Keita
Ladji Keita (Dakar, 29 aprile 1983) è un ex calciatore senegalese, di ruolo attaccante.

## Carriera
Ha giocato in massima serie con le maglie di Rio Ave, Vitoria Setubal e Sporting Braga.